# Восстания в державе Ахеменидов (521—516 до н. э.)
Восстания в державе Ахеменидов — вооружённые конфликты между Дарием I Гистаспом и сепаратистами в 521—516 годах до н. э. О большинстве этих конфликтов сообщается в Бехистунской надписи.

## Заговор Дария
После смерти первого персидского царя Кира II на престол взошёл его старший сын Камбис, ставший жестоким правителем. Боясь, что недовольные подданные его свергнут и возведут на трон его младшего брата Бардию, Камбис приказал тайно убить его — Бардия просто «исчез», о чём и объявили стране.
Камбис ушёл в поход на Египет. В его отсутствие управляющий царским двором мидийский маг Гаумата объявил, что «пропавший» царевич вернулся, а сам начал править страной от его имени, не выходя из царских покоев. Когда Камбис узнал о «возвращении» убитого по его приказу Бардии, он решил срочно вернуться в Сузы, столицу Персии, но в пути умер от заражения крови. Так Гаумата стал единственным, полновластным правителем Персии.
Отана ежедневно являлся в царский дворец для решения государственных дел. Отане показалось странным, что новый царь, в отличие от своих предшественников Кира и Камбиса, никогда не появляется в тронном зале и не советуется ни с кем из знатных персов. Чаще всего от имени царя говорил смотритель дворца Патизиф. Отана также заметил, что куда-то исчез брат Патизифа, Гаумата. Отана знал, что ещё в начале своего царствования Камбис за какую-то провинность приказал отрезать Гаумате уши. После этого Гаумата носил длинные волосы, поверх которых надевал ещё и парик.
Дочь Отаны Федима была одной из жён Камбиса и «по наследству» перешла к новому царю. Отана попросил дочь проверить, есть ли у «нового царя» уши. Вскоре Федима подтвердила догадку Отаны — Персией действительно правил мидийский маг Гаумата. Отана рассказал о своём открытии своим друзьям — Аспатину и Гобрию. Они решили свергнуть узурпатора с престола. Для этого они обратились за поддержкой к ещё нескольким знатным персам — к заговорщикам примкнули Мегабиз I, Интаферн, Гидарн и Дарий. Было решено царя убить.
Отан, Мегабиз и Дарий застали лжецаря в спальне, в тесной комнате началась схватка, и Дарий убил самозванца. Кто займёт вакантный престол, заговорщики решили с помощью жребия — его выиграл Дарий, его конь заржал первым, когда заговорщики выехали из городских ворот утром.

## Мятежи в провинциях
Первым восстал Элам (Сузиана), где во главе движения стал один из потомков местной царской династии, Ассина. Но Дарию легко удалось справиться с этим мятежом.
Несравненно опаснее был мятеж в Вавилоне. Самозванец Надинтавбел (Надинтабир), выдавая себя за младшего сына Набонида, провозгласил себя царем под именем Навуходоносора III. Дарий решил лично выступить против мятежной Халдеи. Собрав большую армию, он поспешил к Вавилону. В 521 году до н. э. обе враждебные армии сошлись на берегах Евфрата, где при Зазану произошла решительная битва. Халдеи потерпели поражение, и их армия рассеялась, при чём Надинтавбел едва успел спастись в Вавилон, осажденный армией Дария. 20 месяцев держался Вавилон, но, под угрозой голода, в сентябре 519 года до н. э. был вынужден сдаться. По Геродоту, когда Дарий I не в состоянии был взять восставший Вавилон, его приближённый Зопир сам искалечил себя, чтобы вавилоняне поверили ему, как перебежчику, и, договорившись с царём, перешёл на сторону осаждённых. В Вавилоне Зопир вскоре был назначен главным военачальником, чем он и воспользовался, чтобы открыть войскам Дария городские ворота.
Воспользовавшись смутой, в Египте власть захватил провозгласивший себя фараоном Петубаст III. В «Стратегемах» Полиэна утверждается, что Дарий I в 520 году до н. э. лично прибыл в Египет и подавил мятеж.
С восстанием против персидского владычества ряд авторов связывает и осуществлённый Дарием I в 519 году до н. э. поход против саков. Он завершился полным успехом: саки были разбиты в сражении, а их правитель Скунха пленён. Однако часть современных исследователей считает, что до того саки были независимы от Ахеменидов и, таким образом, не могли поднять восстание.
Между тем, усмиренный Элам снова возмутился, во главе движения стал перс Мартия. Однако он был вскоре убит самими эламитами.
Ещё не успел затихнуть бунт в Эламе, как некий Саттарита (Хшатрита), выдававший себя за потомка Уваксатры, возмутил Мидию и провозгласил себя царем под именем Фравартиса II. Его примеру последовали наместник Маргианы Фрада и некий Чутраньтахма, возмутивший сагартийцев. Пламя мятежа перешло в Ассирию и Армению, a в Малой Азии возмутился сатрап Оройт. Управившись с Оретом, Дарий сформировал 3 армии: одна, бактрийского сатрапа армянина Дадаршиша, была выдвинута в Армению, другая, Ваумисы, получила приказание занять Ассирию и третья, Видарны, имела целью погасить разгоравшееся восстание в Мидии. Несмотря на неоднократные поражения, нанесённые Фравартису Видарной, самозванец держался упорно. В то же время в Персиде объявился самозванец Вагиасдата, выдававший себя за Бардию. Отправив часть своей армии, под командованием Артавардии, против Вагиасдата, Дарий с остальными силами двинулся в Мидию, где, соединившись с Видарной, в июне 518 года до н. э. разбил мидян при Кундурусе. Артавардия же дважды разбил войска Вагиасдата при Рахе и под Парогой и, заперев его в Увадешайе, принудил к сдаче.
Счастье опять склонилось на сторону персидского царя, но новое возмущение, произведенное в недавно усмиренном Вавилоне армянином Арахой, уверившим население, что он сын Набонида, опять принудило Дария перебросить свои войска на территорию мятежной Халдеи. Главнокомандующий персидской армией Интаферн нанёс поражение войскам Арахи и постепенно восстановил спокойствие в Халдее. Царские войска одержали также победу в Гиркании и Маргиане (Чутраньтахма был побежден), и к ноябрю 516 года до н. э. восстание было подавлено.